# César Chávez-Riva
César Chávez-Riva Gálvez (Lima, 22 de noviembre de 1964) es un exfutbolista peruano que se desempeñaba en la posición de guardameta. Es casado con la ex-voleybolista Rosa García.

## Trayectoria
Comenzó su carrera como futbolista en 1983 en el Club Universitario de Deportes donde jugó al lado de Jaime Drago, Germán Leguía entre otros bajo la dirección técnica de Humberto Horacio Ballesteros.

## Selección Peruana
En 1982 fue parte de la Sub-20 que participó en los Juegos Cruz del Sur en Rosario, Argentina. 
Fue convocado a la Selección Sub-20 que participó en 1983 en Cochabamba, Bolivia en torneo Juventud de América.
Fue internacional con la selección de fútbol del Perú en 12 ocasiones. Participó en la Copa América de 1987 y de 1989.

### Participaciones en Copa América
| Copa              | Sede      | Resultado    |
| ----------------- | --------- | ------------ |
| Copa América 1987 | Argentina | Primera fase |
| Copa América 1989 | Brasil    | Primera fase |

## Clubes

### Como futbolista
| Club                      | País   | Año         |
| ------------------------- | ------ | ----------- |
| Universitario de Deportes | Perú   | 1983 - 1989 |
| Reggina                   | Italia | 1990        |
| Sport Boys                | Perú   | 1990 - 1991 |
| Defensor Lima             | Perú   | 1992        |
| San Agustín               | Perú   | 1994        |
| Ciclista Lima             | Perú   | 1996        |

### Como entrenador
| Club                   | País | Año  |
| ---------------------- | ---- | ---- |
| Universidad San Martín | Perú | 2004 |
| Deportivo Binacional   | Perú | 2020 |

## Palmarés

### Campeonatos nacionales
| Título                    | Club                      | País                      | Año       |
| ------------------------- | ------------------------- | ------------------------- | --------- |
| Primera División del Perú | Universitario de Deportes | Perú                      |           |
| 1985                      | Primera División del Perú | Universitario de Deportes | Perú 1987 |